# Chaumes-en-Retz
Chaumes-en-Retz é uma comuna francesa na região administrativa do País do Loire, no departamento de Loire-Atlantique. Estende-se por uma área de 76.55 km². Em 2010 a comuna tinha 6 932 habitantes (densidade: 90,6 hab./km²).
Foi criada em 1 de janeiro de 2016, a partir da fusão das antigas comunas de Arthon-en-Retz e Chéméré.